# Allmenrod
Allmenrod is een plaats in de Duitse gemeente Lauterbach (Hessen), deelstaat Hessen, en telt 380 inwoners.